# Calamagrostis rosea
Calamagrostis rosea är en gräsart som först beskrevs av August Heinrich Rudolf Grisebach, och fick sitt nu gällande namn av Eduard Hackel. Calamagrostis rosea ingår i släktet rör, och familjen gräs. Inga underarter finns listade i Catalogue of Life.